# Ashampoo Burning Studio
Ashampoo Burning Studio — условно-бесплатная программа для записи CD, DVD и Blu-Ray дисков, разработанная компанией Ashampoo. Работает на компьютерах под управлением операционной системы Microsoft Windows.

## Возможности
- Поддержка записи данных на CD, DVD и Blu-Ray.
- Запись Audio-CD.
- Создание MP3- и WMA-дисков для воспроизведения в плеере.
- Извлечение аудиодорожек в файл.
- Запись Video-DVD, VCD, SVCD.
- Копирование дисков.
- Создание образа диска в форматах ISO, CUE/BIN, ASHDISC.
- Запись диска из образа в форматах ISO, CUE/BIN, ASHDISC.
- Работа с перезаписываемыми и мультисессионными дисками.
- Создание изменённой копии существующего диска.
- Создание дисков, в том числе и загрузочных, с расширенными опциями.
- Печать обложек дисков разных типов.